# 尺蠖效应
尺蠖效应，是借用尺蠖的爬行方式来比喻一种政治现象。
尺蠖在向左移动时，先是右边缩短而后左边伸长；当尺蠖向右移动时，先是左边缩短而后右边伸长。尺蠖效应是清华大学历史学教授秦晖根据约翰·布伦德尔和布莱恩·格斯卓克（Brian Gosschalk）的光谱理论提出来的概念，秦晖在受《南风窗》杂志采访后，这个词开始在中国网络广为流传。秦晖指出，中国大陆缺乏现代意义上的左派和右派，所谓的“左派”主張给政府扩大权力、提高税收却不增加社会福利，所谓的“右派”主張削减福利却不缩小政府的权力和减税，“左派”如果得势则自由受损而福利未必增加，“右派”如果得势则福利丧失而自由未必增进，“左”起来就侵犯平民私产而國有資產未必得到保障，“右”起来國有资产严重流失而平民私产未必受保护，一边“新国有化”一边又“权贵私有化”。“左派”的扩权和“右派”的做法都是偏向于政府，就如同尺蠖的“伸长”和“缩短”都是朝着同一个方向（伸长的方向）前进。
推广下，尺蠖效应也可分为正尺蠖效应和负尺蠖效应。在“权责不对应”的非民主国家，出现的是始终偏向于政府的负尺蠖效应；而在一些民主国家，有时也会出现正尺蠖效应，既缩小政府的权力也提高社会福利，始终偏向于民众，但发展到一定程度后，有可能因為福利制度而造成严重的财政赤字而把国家的根基掏空，从而无法实行下去。